# 맵시벌과
맵시벌과는 맵시벌상과의 하위 분류 중 하나로, 같은 맵시벌상과인 고치벌과와 더불어 다른 곤충에 번식을 위해 기생하는 기생벌들이다. 맵시벌의 숙주는 사슴벌레, 하늘소 등 나무속에서 사는 곤충들의 유충으로, 기생당한 숙주는 유충에게 체내를 빼앗겨 껍질만 남게 된다.종류에 따라서는 흑백알락나비, 왕오색나비, 호랑나비의 유충에 기생하기도 하는데, 나비의 애벌레가 번데기가 되면 안에서 어른벌레가 되어 번데기를 뚫고 나온다. 맵시벌과의 벌들은 몸이 길고 날씬한 게 특징이며, 기생 곤충에 알을 낳기 위해 발달한 산란관을 가지고 있는 경우가 많다.